# Политика на присъединенията (Реюнион)
Политиката на присъединенията (на френски Politique des Réunions) е стратегия на френския крал Луи ХІV за анекси в мирно време (1679 – 1684 г.)

## Основания
След победата си в Холандската война и мира в Ниймеген (1678 г.) Луи ХІV е безспорен господар на ситуацията в западна Европа. Франция е достатъчно богата, за да съхрани армията си в мирно време и тя наброява впечатляващите 220 000 души. Според френските историци и юристи много стари френски земи са попаднали постепенно под чужда власт (най-вече на Свещената римска империя) и сега е подходящ момент да бъдат върнати. Изнамерени са документи от дълбините на средновековието чак до времето на Карл Велики за аргументирането на различни претенции. Най-обосновано е намерението да се върне Фландрия – френска според Вердюнския договор и дълго след това (тя отпада от Франция, когато става част от бургундската династична федерация през ХV в.). В Мец, Безансон, Турне и Брайзах се създават специални камари (съдилища, наречени chambres des réunions), които отсъждат различните казуси в полза на Луи.

## Анекси
За пет години Луи ХІV анексира следните територии:
- около 50 градове и владения в Лотарингия, между които графство Водемон, градовете Сарбург, Ньофшател, Марсал, Отвилер и др. (1680);
- Страсбург – свободен имперски град (30 септември 1681);[3] този ход е стратегически най-важен, защото осигурява цял Елзас за Франция, но градът става символ както на съперничеството в двете световни войни, така и на днешното френско-германско партньорство;
- трите епископства Мец, Тул и Вердюн, които от 1559 г. са управлявани от Франция, сега анексирани;
- графство Саарбрюкен;
- Фландрия;
- графство Цвайбрюкен;
- части от херцогство Люксембург (1680).[4]

Актовете на камарите са общо над сто, а площта на присъединените земи – около 27 000 кв. км. „От времето на Карл Велики нито един владетел не беше постъпвал така самовластно и само с едно драсване на перото да завоюва цели области“, коментира Волтер.

## Отговорът на Европа
„Това не беше война, но в някои отношения беше много по-предизвикателно от война“, казва Дейвид Ог. Срещу себе си Луи има маловажни имперски принцове и слабата Испания, така че не среща отпор, а само протести. Недоволството обаче набира сила и не закъснява да се изрази. Първата последица е, че анексирайки шведското владение Цайбрюкен, Франция изгубва своя стар и ценен съюзник Швеция. През 1682 г. Швеция, Холандия, Испания и Австрия сключвата съюз против Луи ХІV, но той е скован от надигащата се от османците заплаха. Въпреки това подготовката за война е факт и тя избухва на 26 октомври 1683 г. Окуражена от отблъксването на османците от Виена, Испания обявява война на Франция. Луи подхожда снизходително, но все пак превзема град Люксембург (юни 1684).
През януари 1684 г. представители на съюзниците се събират в Хага и предлагат на Луи 20-годишно примирие, докато трае войната с турците. На 15 август в Регенсбург (седалище на Райхстага) примирието е подписано от френския представител д'Аво. Съгласно текста Испания отстъпва Люксембург, а император Леополд се съгласява с всички завоевания, включително Страсбург. Така примирието от Регенсбург става точката на най-голямо могъщество на Луи ХІV. Нежеланието на неговите традиционни противници да приемат това положение става причина за създаването на Аугсбургската лига и по-късно за Деветгодишната война. От друга страна, има историци, които считат тази война за изгубена от Франция, понеже с договора от Рийсвик тя връща повечето (без Елзас) от анексираните територии.